# Malifut
Malifut est un kecamatan (district d'Indonésie) dans le kabupaten de Halmahera du Nord, dans la province indonésienne des Moluques du Nord, situé à 1° 10′ 00″ N, 127° 49′ 59″ E.
Le 7 janvier 2004, une centaine de villageois de Malifut et de la ville voisine de Kao manifestaient contre les activités de PT Nusa Halmahera Minerals, une filiale de la société minière australienne Newcrest Mining, à la mine de Toguraci. Ils se sont heurtés à des soldats de la Brigade Mobil, un corps de la police indonésienne organisé comme une unité militaire. Celle-ci a fait feu, faisant un mort.